# Zalmoxis cheesmani
Zalmoxis cheesmani is een hooiwagen uit de familie Zalmoxioidae.